# Jan Gabalas

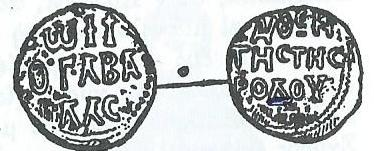
Moneta Jana Gabalasa

Jan Gabalas (gr. Ἰωάννης Γαβαλᾶς, zm. ok. 1250) – arystokrata bizantyński, władca Rodos w latach ok. 1240 – ok. 1250.

## Życiorys
Był bratem Leona Gabalasa. Uznał zwierzchnictwo cesarza Jana III Dukasa Watatzesa (1222–1254) i został jego szwagrem. W 1248 roku wyspę opanowali Genueńczcy. Dzięki interwencji nicejskiej (1249–1250) Jan odzyskał władzę. Po jego śmierci (ok. 1250) wyspa przeszła pod bezpośredni zarząd cesarstwa nicejskiego. Ród Gabalasów pozostał w służbie bizantyńskiej – pochodziło z niego kilku dowódców floty.